# Пол Конческі
Пол Конческі (англ. Paul Konchesky, нар. 15 травня 1981, Лондон) — англійський футболіст, що грав на позиції лівого захисника.
Виступав, зокрема, за «Фулгем», «Ліверпуль» та «Лестер Сіті», а також національну збірну Англії.

## Клубна кар'єра

### Ранні роки
Футбольну кар'єру почав у «Сенрабі», аматорському клубі, що брав участь у Недільній футбольній лізі. В іграх за цей аматорський клуб відзначилося багато майбутніх зірок Прем'єр-ліги, таких, як Сол Кемпбелл, Лі Бойєр, Джермейн Дефо, Ледлі Кінг, Джон Террі та інші. Зголом Пол перейшов до академії «Вест Гем Юнайтед», вболівальником якої був. Втім за «молотобійців» Конческі так і не зіграв, у серпні 1997 року опинившись у команді «Чарльтон Атлетик».

### «Чарльтон Атлетик»

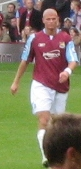
Конческі у складі «Вест Гема». 2006 рік.

У серпні 1997 року Конческі дебютував у першій команді «Чарльтон Атлетик» в грі проти «Оксфорд Юнайтед», ставши наймолодшим гравцем, який коли-небудь зіграв офіційний матч за цей клуб (16 років та 93 дні, рекорд згодом побив Джонджо Шелві), але лише в сезоні 2000/01, коли він провів 27 матчів, він став основним гравцем першої команди.
У червні 2003 року, розчарований відсутністю можливостей виступів на рідній позиції лівого захисника, Конческі подав письмовий запит на трансфер, який прийняв «Чарльтон». В результаті футболіст приєднався до «Тоттенгем Готспур» на правах оренди. Через велику кількість травм у «Чарльтоні», Конческі відкликали зі «шпор» в грудні 2003 року, а також прибрали зі списку трансферів, не зважаючи на бажання залишитись у команді на постійній основі. Надалі ще півтора роки Пол був основним гравцем «Чарльтона», а загалом за сім з половиною сезонів у команді він взяв участь у 149 матчах чемпіонату (138 — у Прем'єр-лізі).

### «Вест Гем Юнайтед»
У липні 2005 року Конческі за 1,5 млн фунтів перейшов у «Вест Гем Юнайтед». У сезоні 2005/06 років він зіграв 45 матчів за клуб в усіх турнірах і допоміг йому посісти дев'яте місце у Прем'єр-лізі та вийти у фінал Кубка Англії 2006 року. Там Конческі забив, здавалося, переможний гол у ворота «Ліверпуля», але червоні відігрались у компенсований час (3:3), перевівши гру до овертайму, а потім і серії пенальті. У ній Конческі не реалізував свій удар разом із двома своїми партерами, через що «молотобійці» втратили шанс здобути трофей.
По ходу сезону 2006/07 років Конческі втратив місце в основі, програвши конкуренцію зліва в захисті Джорджу Маккартні і зігравши лише 25 матчів, а команда забезпечила собі місце в Прем'єр-лізі на наступний сезон лише в останньому турі. Він залишив клуб у липні 2007 року, провівши загалом 70 виступів за клуб в усіх турнірах і забивши два голи.

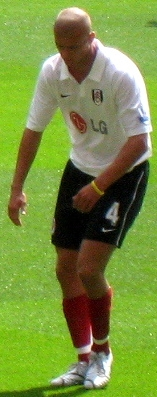
Пол Конческі під час виступів за «Фулгем». 2007 рік.

### «Фулгем»
У липні 2007 року Конческі підписав чотирирічний контракт з «Фулгемом», який заплатив за гравця 3,25 млн фунтів стерлінгів. Відіграв за лондонський клуб наступні три сезони своєї ігрової кар'єри. Більшість часу, проведеного у складі «Фулгема», був основним гравцем захисту команди. Забив свій перший гол за клуб ударом з 35-ярдів у верхній лівий кут у січні 2009 року на «Болейн Граунд» в матчі проти свого колишнього клубу «Вест Гем» (1:3). Цей м'яч згодом отримав звання «Гол місяця».
В сезоні 2009/10 Конческі допоміг клубу вийти в фінал першого розіграшу Ліги Європи, але у вирішальному матчі «дачники» програли мадридському «Атлетіко» (1:2).

### «Ліверпуль»
31 серпня 2010 року Конческі підписав чотирирічний контракт з «Ліверпулем», який незадовго до того очолив екс-наставник «Фулгема» Рой Годжсон. Дебютував за команду у Прем'єр-лізі 22 серпня в матчі проти «Манчестер Юнайтед», а наступного місяця дебютував за клуб і Лізі Європи в поєдинку групового етапу проти румунського «Стяуа» (4:1) на «Енфілді». Однак у «Ліверпулі» Конческі грав нестабільно, зокрема його помилка в матчі проти «Тоттенгема», що дозволила Аарону Леннону забити переможний гол, призвело до жорсткої критики гравця.
У січні 2011 року, з приходом нового головного тренера Кенні Далгліша Конческі відразу був виставлений на трансфер, оскільки не входив в плани нового тренера. Після того як переговори з клубами Прем'єр-ліги" не увінчалися успіхом, Пол вирушив на правах оренди в Чемпіоншип в «Ноттінгем Форест», за який до кінця сезону зіграв у 15 матчах і забив 1 гол.

### «Лестер Сіті»

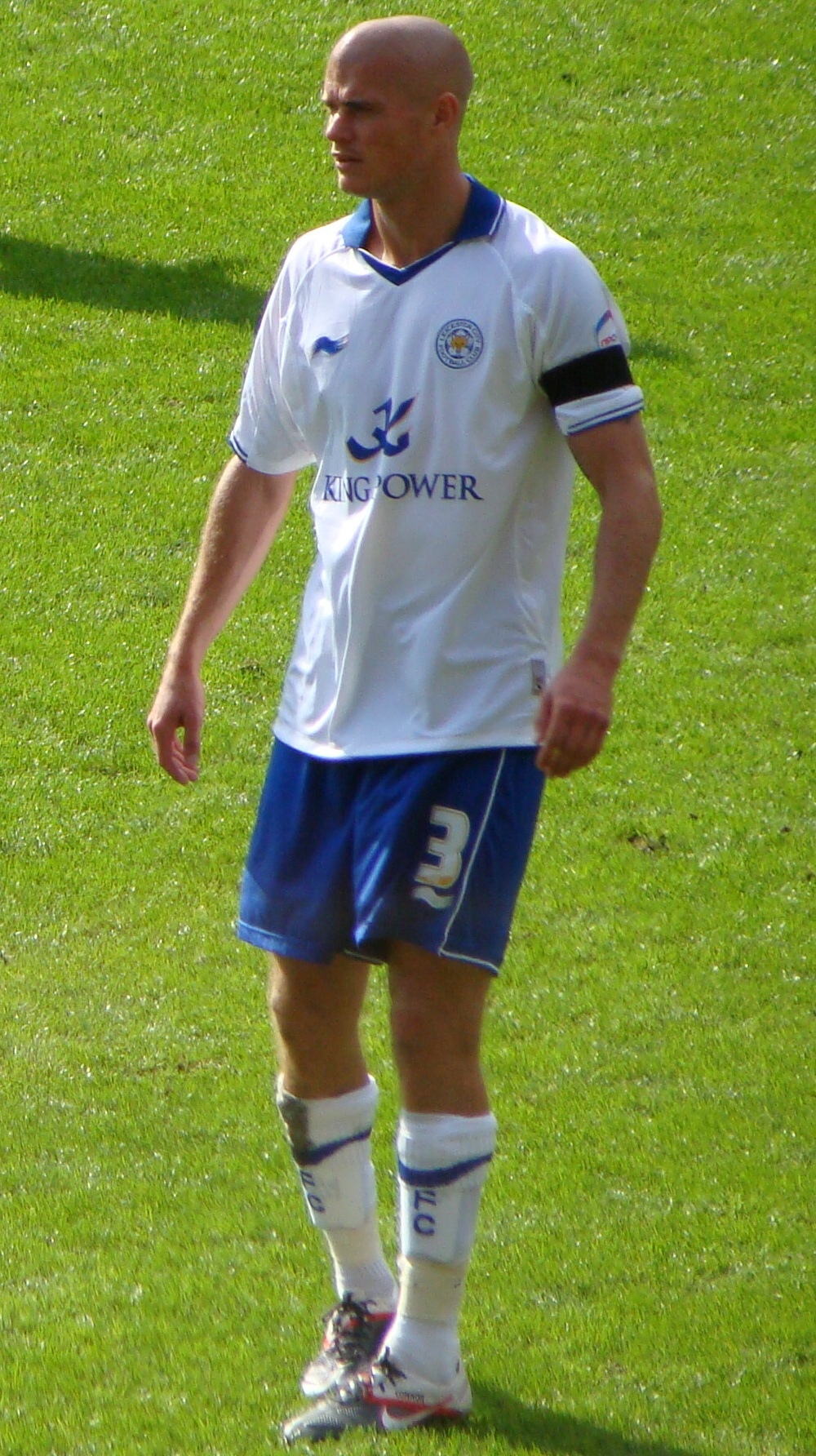
Пол Конческі під час виступів за «Лестер Сіті». 2011 рік.

13 липня 2011 року уклав трирічний контракт з клубом Чемпіоншипу «Лестер Сіті», у складі якого провів наступні чотири роки своєї кар'єри гравця. Граючи у складі «Лестер Сіті» також здебільшого виходив на поле в основному складі команди. Конческі був ключовою фігурою, допомігши «Лестеру» виграти Чемпіоншип та вийти в Прем'єр-лігу в сезоні 2013/14, а у наступному сезоні він також допоміг клубу зберегти прописку в еліті, забивши свій перший гол у Прем'єр-лізі за 1945 днів у матчі з «Астон Віллою» (1:0) 10 січня 2015 року.
30 липня 2015 року новий головний тренер команди Клаудіо Раньєрі виключив гравця зі складу і запропонував шукати собі нову команду, в результаті чого Конческі 4 серпня 2015 року приєднався до «Квінз Парк Рейнджерс» в оренду на сезон. За сезон Пол зіграв 34 матчі у Чемпіоншипі, після чого 27 червня 2016 року розірвав з «Лестером» контракт, ставши вільним агентом.

### Останні роки
21 липня 2016 року Конческі приєднався до клубу «Джиллінгем» з Першого дивізіону (третій рівень англійського футболу), де провів свій останній сезон на професіональному рівні. З лютого 2017 року став виступати за аматорські команди «Біллерікі Таун» та «Іст-Таррок Юнайтед».

## Виступи за збірні
Протягом 2002—2003 років залучався до складу молодіжної збірної Англії, з якою був учасником молодіжного чемпіонату Європи 2002 року у Швейцарії, де англійці не вийшли з групи. Всього на молодіжному рівні зіграв у 15 офіційних матчах.
12 лютого 2003 року дебютував в офіційних матчах у складі національної збірної Англії в товариській грі проти Австралії, замінивши у перерві Ешлі Коула. Другий і останній матч за збірну провів в листопаді 2005 року проти Аргентини (3:2), знову вийшовши на заміну по перерві, цього разу замість Вейна Бріджа.

## Тренерська кар'єра
У 2017 році Конческі повернувся до «Вест Гем Юнайтед», увійшовши до тренерського штабу команди.
У серпні 2020 року Конческі знову приєднався до «Біллерікі Таун», ставши помічником головного тренера Джеймі О'Хари і паралельно був заявлений як гравець. Однак 3 грудня 2020 року Конческі та О'Хара покинули клуб.

## Статистика виступів

### Статистика клубних виступів
| Сезон                        | Команда                      | Чемпіонат                    | Чемпіонат | Чемпіонат | Національний кубок | Національний кубок | Національний кубок | Континентальні кубки | Континентальні кубки | Континентальні кубки | Інші змагання | Інші змагання | Інші змагання | Усього | Усього |
| Сезон                        | Команда                      | Ліга                         | Ігор      | Голів     | Ліга               | Ігор               | Голів              | Ліга                 | Ігор                 | Голів                | Ліга          | Ігор          | Голів         | Ігор   | Голів  |
| ---------------------------- | ---------------------------- | ---------------------------- | --------- | --------- | ------------------ | ------------------ | ------------------ | -------------------- | -------------------- | -------------------- | ------------- | ------------- | ------------- | ------ | ------ |
| 1997–98                      | «Чарльтон Атлетик»           | 1Д (ІІ)                      | 3         | 0         | КА+КЛ              | 0+1                | 0+0                | -                    | -                    | -                    | -             | -             | -             | 4      | 0      |
| 1998–99                      | «Чарльтон Атлетик»           | ПЛ                           | 2         | 0         | КА+КЛ              | 0+0                | 0+0                | -                    | -                    | -                    | -             | -             | -             | 2      | 0      |
| 1999–00                      | «Чарльтон Атлетик»           | 1Д (ІІ)                      | 8         | 0         | КА+КЛ              | 0+2                | 0+0                | -                    | -                    | -                    | -             | -             | -             | 10     | 0      |
| 2000–01                      | «Чарльтон Атлетик»           | ПЛ                           | 23        | 0         | КА+КЛ              | 2+2                | 0+0                | -                    | -                    | -                    | -             | -             | -             | 27     | 0      |
| 2001–02                      | «Чарльтон Атлетик»           | ПЛ                           | 34        | 1         | КА+КЛ              | 2+3                | 0+1                | -                    | -                    | -                    | -             | -             | -             | 39     | 2      |
| 2002–03                      | «Чарльтон Атлетик»           | ПЛ                           | 30        | 3         | КА+КЛ              | 2+1                | 0+0                | -                    | -                    | -                    | -             | -             | -             | 33     | 3      |
| 2003–04                      | «Чарльтон Атлетик»           | ПЛ                           | 21        | 0         | КА+КЛ              | 1+0                | 0+0                | -                    | -                    | -                    | -             | -             | -             | 22     | 0      |
| 2004–05                      | «Чарльтон Атлетик»           | ПЛ                           | 28        | 1         | КА+КЛ              | 3+0                | 0+0                | -                    | -                    | -                    | -             | -             | -             | 31     | 1      |
| Усього за «Чарльтон Атлетик» | Усього за «Чарльтон Атлетик» | Усього за «Чарльтон Атлетик» | 149       | 5         |                    | 19                 | 1                  |                      | -                    | -                    |               | -             | -             | 168    | 6      |
| серп.-гру. 2003              | «Тоттенгем Готспур»          | ПЛ                           | 12        | 0         | КА+КЛ              | 0+3                | 0+0                | -                    | -                    | -                    | -             | -             | -             | 15     | 0      |
| 2005–06                      | «Вест Гем Юнайтед»           | ПЛ                           | 37        | 1         | КА+КЛ              | 7+1                | 1+0                | -                    | -                    | -                    | -             | -             | -             | 45     | 2      |
| 2006–07                      | «Вест Гем Юнайтед»           | ПЛ                           | 22        | 0         | КА+КЛ              | 0+1                | 0                  | КУЄФА                | 2                    | 0                    | -             | -             | -             | 25     | 0      |
| Усього за «Вест Гем Юнайтед» | Усього за «Вест Гем Юнайтед» | Усього за «Вест Гем Юнайтед» | 59        | 1         |                    | 9                  | 1                  |                      | 2                    | 0                    |               | -             | -             | 70     | 2      |
| 2007–08                      | «Фулгем»                     | ПЛ                           | 33        | 0         | КА+КЛ              | 2+2                | 0                  | -                    | -                    | -                    | -             | -             | -             | 37     | 0      |
| 2008–09                      | «Фулгем»                     | ПЛ                           | 36        | 1         | КА+КЛ              | 5+1                | 0                  | -                    | -                    | -                    | -             | -             | -             | 42     | 1      |
| 2009–10                      | «Фулгем»                     | ПЛ                           | 27        | 1         | КА+КЛ              | 2+0                | 0                  | ЛЄ                   | 13                   | 0                    | -             | -             | -             | 42     | 1      |
| серп. 2010                   | «Фулгем»                     | ПЛ                           | 1         | 0         | КА+КЛ              | 0                  | 0                  | -                    | -                    | -                    | -             | -             | -             | 1      | 0      |
| Усього за «Фулгем»           | Усього за «Фулгем»           | Усього за «Фулгем»           | 97        | 2         |                    | 12                 | 0                  |                      | 13                   | 0                    |               | -             | -             | 122    | 2      |
| серп. 2010-січ. 2011         | «Ліверпуль»                  | ПЛ                           | 15        | 0         | КА+КЛ              | 0                  | 0                  | ЛЄ                   | 3                    | 0                    | -             | -             | -             | 18     | 0      |
| січ.-черв. 2011              | «Ноттінгем Форест»           | ЧФЛ (ІІ)                     | 15        | 1         | КА+КЛ              | -                  | -                  | -                    | -                    | -                    | -             | -             | -             | 15     | 1      |
| 2011–12                      | «Лестер Сіті»                | ЧФЛ (ІІ)                     | 42        | 2         | КА+КЛ              | 5+1                | 0                  | -                    | -                    | -                    | -             | -             | -             | 48     | 2      |
| 2012–13                      | «Лестер Сіті»                | ЧФЛ (ІІ)                     | 39        | 1         | КА+КЛ              | 3+2                | 0                  | -                    | -                    | -                    | -             | -             | -             | 44     | 1      |
| 2013–14                      | «Лестер Сіті»                | ЧФЛ (ІІ)                     | 31        | 1         | КА+КЛ              | 1+2                | 0                  | -                    | -                    | -                    | -             | -             | -             | 34     | 1      |
| 2014–15                      | «Лестер Сіті»                | ПЛ                           | 26        | 1         | КА+КЛ              | 2+1                | 0                  | -                    | -                    | -                    | -             | -             | -             | 29     | 1      |
| Усього за «Лестер Сіті»      | Усього за «Лестер Сіті»      | Усього за «Лестер Сіті»      | 138       | 5         |                    | 17                 | 0                  |                      | -                    | -                    |               | -             | -             | 155    | 5      |
| 2015–16                      | «Квінз Парк Рейнджерс»       | ЧФЛ (ІІ)                     | 34        | 0         | КА+КЛ              | 0+0                | 0+0                | -                    | -                    | -                    | -             | -             | -             | 34     | 0      |
| 2016–17                      | «Джиллінгем»                 | 1Л (ІІІ)                     | 25        | 0         | КА+КЛ              | 1+3                | 0+0                | -                    | -                    | -                    | -             | -             | -             | 29     | 0      |

### Статистика виступів за збірну
| Дата       | Місто  | Господарі | Результат | Гості     | Турнір           | Голи | Примітки |
| ---------- | ------ | --------- | --------- | --------- | ---------------- | ---- | -------- |
| 12-2-2003  | Лондон | Англія    | 1 – 3     | Австралія | товариський матч | -    | 46'      |
| 12-11-2005 | Женева | Аргентина | 2 – 3     | Англія    | товариський матч | -    | 46'      |
| Усього     |        | Матчів    | 2         |           | Голів            | 0    |          |

## Особисте життя
Прізвище дісталася йому від прадіда-поляка. У Пола двоє синів і дочка.
Протягом більшої частини своєї кар'єри Конческі грав з налисо поголеною головою, відростивши волосся лише у 2014 році.
У вересні 2015 року він відкрив кафе «Konch» в місті Брентвуд, графство Ессекс, де подають делікатесний пиріг та пюре.